# Stephan Lundin
Stephan Lundin, född 1973, är en svensk estradör och musikeragent. Stephan Lundin har under 2000-talet samarbetat med Povel Ramel och de båda har turnerat tillsammans med showen "Povel à la carte".
Samarbetet med Povel Ramel inleddes 2003 med pratshowen "Pratstund med Povel". Därefter följde en kombinerad prat- och musikshow, "Povel à la carte!", spelad på Maximteatern i Stockholm 2006 och innan dess på turné under drygt två år. Det två sista föreställningarna har sänts i SVT och även getts ut på DVD. Lundin producerade med Vicky von der Lancken en minneskonsert för Povel Ramel i Stockholms stadshus den 9 juli 2007.
Lundin har varit estradör och sångare samt programledare för konserter och event. Han har arbetat med Toots Thielemans, Jan Malmsjö, Lill Lindfors, Barbro " Lill-Babs" Svensson, Babben Larsson, Rikard Wolff, Grynet Molvig, Monica Nielsen, Monica och Carl-Axel Dominique, Tina Ahlin, Charlotte Perrelli, Magnus Carlsson med flera.
År 1999 bildade han duogruppen "Sundén & Lundin" med dragspelsmusikern Niklas Sundén och 2001 gav de ut sin första CD Oblivion. Den följdes sedan upp av popsingeln "The Accordion".
Lundin har även framträtt i olika revyer samt som röstaktör för reklam- och TV-film. Sedan våren 2007 är han en av Stockholms lokaltrafiks röster på tunnelbanna och pendeltåg. Han driver ett nöjes- och eventproduktionsföretag, Sundén & Lundin Event Production samt ett par bolag till inom event och nöje.
Hösten 2008 producerade Stephan Lundin tillsammans med Birgitta Rönnhedh hyllningsföreställningen "Kolla Povel! - en Ramelodisk tripp", där Lundin stod på scen tillsammans med Svante Thuresson, Anne-Lie Rydé, Monica Dominique, Lotta och Mikael Ramel m.fl. Efter en kritikerrosad turné gästspelade man på Scala Teatern i Stockholm 2009.
Lundin är mångårig agent för Carl-Axel och Monica Dominique och har producerat CD-album som "Snurra min jord", "Monica & Monica tolkar BOA", "Jösses Flickor-återkomsten", "Sommar'n som aldrig säger nej" (singel), m.fl. under labeln Dominique Records.
År 2010 var Lundin initiativtagare och producent till CD-singeln "Mitt livs gemål" som skrevs av makarna Dominique och sjöngs in av Charlotte Perrelli och Magnus Carlsson och sedan överlämnades som en bröllopsgåva till kronprinsessparet.
Lundin har även skrivit och producerat en rad hyllningsföreställningar till Stockholms Kulturfestival sedan 2005, exempelvis för Monica Zetterlund (2005), Povel Ramel (2007), Lars Forssell (2009). Till 2012 års upplaga av Kulturfestivalen producerar han tillsammans med Tina Ahlin och Birgitta Rönnhedh en hyllning till Hasse & Tage.
Föreställningen "Hasse & Tage- musikskatten" gick sedan på turné runt om i Sverige för att avslutas med utsålda föreställningar på Berns, där Hasse Alfredsson dök upp i egen person i publiken och hyllade föreställningen.
Våren 2012 presenterade han föreställningen "Jakten på Povel Ramel- den sanna historien!" på Solnadals Värdshus, en musikalisk story om hur deras samarbete kom till. Medverkade gjorde även musikerna Carina E Nilsson och Michael Blomquist. Showen resulterade i att Lundin fick medverka i "Allsången på Skansen" i en hyllning till Povel Ramel tillsammans med Gunwer Berguist, Anne-Lie Rydé, Måns Zelmerlöw och komikern Per Andersson.
Under 2016 startade Lundin tillsammans med Tina Ahlin "Skärgårdsturnén", en sommarturné i Stockholms skärgård med miljötänk. Första året deltog Lill Lindfors, Louise Hoffsten och Rigmor Gustafsson och andra året Tomas Andersson Wij och Uno Svenningsson.
2016 gav Lundin ut schlagerlåten "En gång i livet", skriven av Fredrik Kempe och Peter Hägerås. Låten var tänkt som bidrag till Melodifestivalen, men efter flera försök och nyinspelningar, gavs låten ut.